# بوب كارس
بوب كارس هو لاعب هوكي جليد كندي، ولد في 19 يوليو 1919 في إدمونتون في كندا، وتوفي في 27 يوليو 1999.

## وصلات خارجية
- بوب كارس على موقع دوري الهوكي الوطني (الإنجليزية)
- بوب كارس على موقع قاعة مشاهير الهوكي (لاعب أن.إتش.أل) (الإنجليزية)
- بوب كارس على موقع EliteProspects.com (الإنجليزية)
- بوب كارس على موقع HockeyDB.com (الإنجليزية)
- بوب كارس على موقع Hockey-Reference.com (الإنجليزية)